# Società Sportiva Dilettantistica Sestese Calcio
La Sestese Calcio S.S.D. a r.l., semplicemente nota come Sestese, è una società calcistica italiana con sede nella città di Sesto Fiorentino in provincia di Firenze.

## Storia
Fondata nel secondo dopoguerra da calciatori dell'A.R.S. (Associazioni Riunite Sportive), fino alla stagione 2010-2011 ha militato nella Serie D (ex Interregionale), ma al termine del campionato ha perso i play-out contro il Deruta, retrocedendo in Eccellenza Toscana dopo otto anni consecutivi nella massima serie dilettantistica: a seguito di ripescaggio deliberato dal Consiglio Direttivo della Lega Nazionale Dilettanti, ha militato però in Serie D anche per la stagione 2011-2012, salvo poi classificarsi all'ultimo posto nel girone D e retrocedere nell'Eccellenza. Nel 2017 viene aperta un'inchiesta riguardante dei trasferimenti irregolari dove è coinvolto anche l'ex presidente Filippo Giusti.

## Palmarès

### Competizioni nazionali
- Coppa Italia Dilettanti: 1

1988-1989

### Competizioni regionali
- Coppa Italia Dilettanti Toscana: 1

2024-2025
- Promozione: 2

1953-1954 (girone C), 2023-2024 (girone B)
- Prima Categoria: 1

2022-2023 (girone D)

### Competizioni giovanili
- Campionato Giovanissimi Dilettanti: 1

2005-2006
- Campionato Nazionale Under-17 Dilettanti: 1

2010-2011
- Campionato Juniores Dilettanti: 1

2024-2025